# Фискален мултипликатор
За инженерното устройство, виж мултипликатор.
Фискален мултипликатор или мултипликатор на Кейнс, понякога като мултипликаторен ефект в икономиката е съотношението на промяна на националният приход към промяна в държавните харчения, които го причиняват. В по-общ смисъл екзогенен мултиприкатор на разходите от промяната на националния преход поради която и да е автономна промяна в похарченото (частни инвестиционни разходи, потребление, държавни разходи и разходи на чужденци в експорта на страната), които го причиняват. Когато мултипликатора е повече от 1, този увеличен ефект на националния приход е наричан мултипликаторен ефект. Реално в икономиката фискални мултипликатори се изчисляват и със стойност под 1, например пост-кризисния индекс за Япония е 0,55 , като мултипликаторът може да е зависим от други икономически величини като отворен/затворен пазар и др.